# Induttanza

Rappresentazione del campo magnetico indotto dall'induttore sottoposto a corrente elettrica

L'induttanza di un induttore è il rapporto tra il flusso magnetico attraverso la superficie dell'induttore e l'intensità della corrente che lo attraversa; questa definizione fa riferimento al fenomeno dell'induzione elettromagnetica, che è la proprietà dei circuiti elettrici per cui la variazione nel tempo della corrente che li attraversa induce una forza elettromotrice che, per la legge di Lenz, è proporzionale alla variazione nel tempo del flusso magnetico concatenato dal circuito.
Il rapporto tra flusso magnetico concatenato dal circuito e la corrente che genera tale flusso è un parametro fisso, dipendente dalla geometria e disposizione dei circuiti, detto coefficiente di autoinduzione se riferito a flusso e corrente sullo stesso circuito (fenomeno dell'autoinduzione), o coefficiente di mutua induzione se riferito ad un flusso su un circuito generato da una corrente che circola in un altro circuito (fenomeno della mutua induzione).
La grandezza fisica associata è indicata con il simbolo L in onore del fisico Heinrich Lenz, mentre l'unità di misura è l'henry (simbolo H) in onore di Joseph Henry. Il termine fu utilizzato ufficialmente per la prima volta da Heaviside nel febbraio 1886. La grandezza fisica inversa è detta dissuadenza o inertanza, ed è indicata con il simbolo Γ.

## Definizione
Una corrente elettrica i che scorre in un circuito elettrico produce un campo magnetico nello spazio circostante: se la corrente varia nel tempo, il flusso magnetico ΦB del campo concatenato al circuito risulta variabile, determinando entro il circuito una forza elettromotrice indotta che si oppone alla variazione del flusso. Il coefficiente di autoinduzione L di un circuito, ad esempio una spira, è il rapporto tra il flusso del campo magnetico autoconcatenato, detto autoflusso, e la corrente, ed è dato da:
{\displaystyle L={\frac {\Phi _{\vec {B}}}{i}}}
L'unità di misura dell'induttanza è detta henry:
{\displaystyle 1\,H=1\,Wb\cdot \!A^{-1}}.
In un induttore di 1 henry, quindi, una variazione di corrente di 1 ampere al secondo genera una forza elettromotrice di 1 volt, che è pari alla variazione di flusso magnetico di 1 weber al secondo.
Analogamente la dissuadenza, o inertanza, di un circuito generico sarà pari a:
{\displaystyle \Gamma ={\frac {i}{\Phi _{B}}}={\frac {1}{L}}}

## Proprietà dell'induttanza

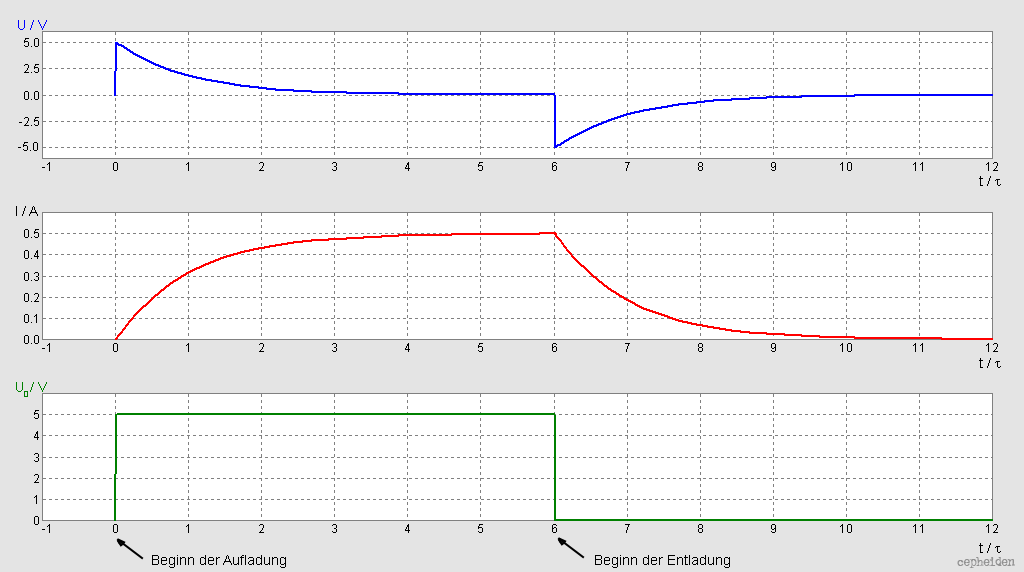
Grafico rappresentante i valori di corrente (linea rossa) e tensione (linea blu) ai capi dell'induttanza sottoposta ad una differenza di potenziale (linea verde)

L'equazione che definisce l'induttanza può essere riscritta in questo modo:
{\displaystyle \Phi _{B}=Li}
Derivando entrambi i membri rispetto al tempo:
{\displaystyle {\frac {d\Phi _{B}}{dt}}=L{\frac {di}{dt}}+i{\frac {dL}{dt}}}
In molti casi fisici l'induttanza può essere considerata costante rispetto al tempo (o tempo-invariante), per cui:
{\displaystyle {\frac {d\Phi _{B}}{dt}}=L{\frac {di}{dt}}}
Dalla legge di Faraday, applicata alla circuitazione del circuito costituito dalla induttanza stessa,  si ha:
{\displaystyle -{\frac {d\Phi _{B}}{dt}}={\mathcal {E}}=V}
dove {\displaystyle {\mathcal {E}}} è la forza elettromotrice (f.e.m.) e V è il potenziale indotto ai morsetti del circuito in questione.
Combinando le equazioni precedenti si ha:
{\displaystyle -L{\frac {di(t)}{dt}}={\mathcal {E}}=V(t)}
da cui si evince che l'induttanza L di un componente attraversato da corrente variabile si può definire operativamente come l'opposto del rapporto tra la f.e.m autoindotta e generata ai morsetti del componente e la derivata della corrente di(t)/dt che lo attraversa.
Legge di Lenz
{\displaystyle {\frac {d\Phi _{B}}{dt}}=-{\mathcal {E}}=V}
L'origine del segno meno è una conseguenza della legge di Lenz che applicata a un induttore afferma in sostanza che la f.e.m. autoindotta ai capi di un componente si oppone alla variazione di corrente che lo attraversa. Per questo motivo l'induttanza è definita positiva.
L'energia immagazzinata in un solenoide può essere espressa per mezzo della sua induttanza caratteristica L e della corrente i che scorre nelle sue spire.
La relazione è
{\displaystyle W={\frac {1}{2}}Li^{2}}
dove W è l'energia immagazzinata.
La legge di Ohm esprime la relazione fra la tensione e una corrente stazionaria, mentre quella di Faraday il legame fra tensione e una corrente elettrica variabile.

## L'induttore
In termini circuitali, l'induttore è un componente passivo in cui l'aspetto induttivo prevale su quello capacitivo e su quello resistivo. Esso è generalmente costituito dall'avvolgimento di un filo conduttore intorno ad un nucleo di materiale magnetico (ferrite). La relazione costitutiva di un induttore di induttanza L è la stessa riportata sopra. Valori tipici di induttanza vanno dai nanohenry (nH) ai millihenry (mH).
Se un'impedenza di tipo puramente induttivo viene attraversata da una corrente sinusoidale del tipo:
{\displaystyle i(t)=I_{M}\cos(\omega t+\phi _{o})} ,
dove {\displaystyle I_{M}} è il valore di corrente massimo, {\displaystyle \omega } è la pulsazione angolare della sinusoide e {\displaystyle \phi _{o}}
è la fase della corrente, la tensione che comparirà sul ramo dell'impedenza sarà:
{\displaystyle v(t)=L{di(t) \over dt}=-L\omega I_{M}\mathrm {\,sen} (\omega t+\phi _{o})=L\omega I_{M}\cos(\omega t+\phi _{o}+{\pi  \over 2})}.
Nel ramo di un'impedenza completamente induttiva, quindi, le sinusoidi di tensione e corrente risultano sfasate di 90° e, in particolare, la tensione è in anticipo sulla corrente di 90°.
Nel dominio dei fasori le espressioni di corrente e tensione diventano:
{\displaystyle \mathbf {I} =I_{M}e^{j(\omega t+\phi _{o})}}
e
{\displaystyle \mathbf {V} =\omega LI_{M}e^{j(\omega t+\phi _{o})}e^{j\pi  \over 2}=j\omega LI_{M}e^{j(\omega t+\phi _{o})}} .
Dalla legge di Ohm delle impedenze:
{\displaystyle \mathbf {Z} ={\mathbf {V}  \over \mathbf {I} }}
si ha che l'impedenza di un induttore puro è:
{\displaystyle \mathbf {Z} =j\omega L} ,
dove ω è la pulsazione complessa espressa in radianti al secondo (pari alla frequenza in hertz moltiplicata per 2π), e j è l'unità immaginaria.
Data la relazione costitutiva dell'induttore, la corrente in esso è una funzione continua, mentre la tensione non lo è necessariamente.
In condizioni statiche (corrente continua), l'induttore ideale è equivalente ad un corto circuito.
Data la necessità di inserire un nucleo di ferrite per ottenere valori apprezzabili di induttanza, l'induttore è il componente meno facile da integrare, e quindi viene spesso simulato tramite opportuni componenti attivi (convertitore d'impedenza generalizzato o GIC). A frequenze molto elevate, dell'ordine di centinaia di megahertz, l'impedenza mostrata dall'induttore diventa accettabile anche in presenza di basse induttanze, ed è quindi possibile realizzare induttori senza nucleo (induttore in aria).

## Circuito RL

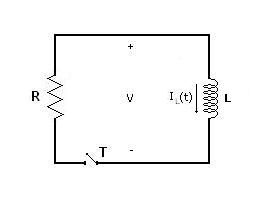
Circuito RL in evoluzione libera

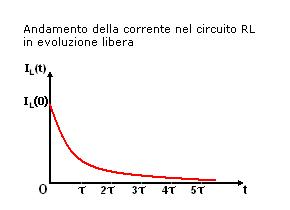
Andamento della corrente circolante in L per il circuito RL in evoluzione libera

Si chiama circuito RL in evoluzione libera il circuito mostrato in figura composto da una resistenza e da un induttore percorso da corrente. Evoluzione libera significa che il circuito non ha sorgenti esterne di tensione o di corrente.
Per trattare questo circuito è conveniente usare i teoremi che riguardano le correnti vista la dualità lineare del comportamento dei circuiti tra la tensione e la corrente. Al tempo t0 = 0 la corrente ai capi di L è iL(0) ≠ 0, questa viene presa come condizione iniziale.
Applicando la legge di Kirchhoff per le intensità di corrente, l'equazione del circuito è:
{\displaystyle i(t)+i_{L}(t)=0\;\rightarrow {\frac {v(t)}{R}}+i_{L}(t)=0}
dove i(t) è la corrente elettrica circolante. Ricordando che la relazione caratteristica dell'induttore è:
{\displaystyle v(t)=L\cdot {\frac {di_{L}(t)}{dt}}}
la legge di Kirchhoff diventa un'equazione differenziale omogenea del primo ordine:
{\displaystyle {\frac {L}{R}}\cdot {\frac {di_{L}(t)}{dt}}+i_{L}(t)=0\;\rightarrow \;{\frac {di_{L}(t)}{dt}}+{\frac {R}{L}}i_{L}(t)=0{.}}
Per la teoria delle equazioni differenziali, la soluzione è:
{\displaystyle i_{L}(t)=i_{L}(0)\cdot e^{-tR/L}}
e di conseguenza la tensione è
{\displaystyle v(t)=L\cdot {\frac {di_{L}(t)}{dt}}=-R\cdot i_{L}(0)\cdot e^{-tR/L}}
Al rapporto {\displaystyle {\frac {L}{R}}=\tau \,\mathrm {[s]} } viene dato il nome di costante di tempo del circuito ed una quantità caratteristica costante del circuito.
Fisicamente la quantità di corrente contenuta nell'induttore tramite la relazione al momento iniziale, nel momento in cui l'interruttore T viene chiuso, viene scaricata entro il circuito: tale corrente elettrica si dissipa completamente nella resistenza R secondo la soluzione appena trovata: la corrente tende esponenzialmente a zero per t → ∞. Il tempo caratteristico di questa caduta di corrente è proprio determinato dalla costante di tempo: essa è il valore dell'istante per il quale la corrente prende il valore di:
{\displaystyle i(\tau )={\frac {1}{e}}{.}}

## Circuito RLC
In generale, si dice RLC un circuito che contenga solo resistori (R), induttori (L) e condensatori (C). Per estensione, viene spesso definito RLC un circuito che contenga anche altri elementi passivi, ma nessun elemento attivo.
I circuiti RLC sono sistemi lineari, per lo più stazionari (ma non necessariamente). In particolare, ciò significa che un circuito RLC non può creare frequenze dal nulla: può eventualmente sopprimerle. Infatti, la nascita di nuove frequenze (distorsione) avviene soltanto negli elementi attivi a semiconduttore e negli elementi non lineari, come diodi e transistor.

## Tecniche di calcolo
La procedura generale per il calcolo dell'induttanza è data dal calcolo del flusso in funzione della corrente. Il flusso del campo magnetico {\displaystyle \mathbf {B} } attraverso una superficie aperta {\displaystyle \Sigma } vale:
{\displaystyle \Phi =\int _{\Sigma }\mathbf {B} \cdot d\mathbf {S} }
Per il teorema del rotore, detta {\displaystyle \Lambda } la frontiera della superficie e {\displaystyle \mathbf {A} } il potenziale magnetico, si ottiene:
{\displaystyle \Phi =\oint _{\Lambda }\mathbf {A} \cdot d\mathbf {r} }
Ricordando che il potenziale magnetico dato da una corrente I che scorre in un circuito filiforme (ossia, di cui è trascurabile la sezione) {\displaystyle \Lambda '} vale
{\displaystyle \mathbf {A} (\mathbf {r} )={\frac {\mu _{0}}{4\pi }}\oint _{\Lambda '}{\frac {I\,d\mathbf {r} '}{|\mathbf {r} -\mathbf {r'} |}}}
si ottiene la formula per il calcolo del coefficiente di mutua induzione tra il circuito {\displaystyle \Lambda } ed il circuito {\displaystyle \Lambda '}:
{\displaystyle L={\frac {\Phi }{I}}={\frac {\mu _{0}}{4\pi }}\oint _{\Lambda }\oint _{\Lambda '}{\frac {d\mathbf {r} '\cdot d\mathbf {r} }{|\mathbf {r} -\mathbf {r'} |}}}
Come si vede dalla formula precedente, i coefficienti di mutua induzione sono intrinsecamente simmetrici e dipendono solo dalla geometria dei circuiti. Per quanto riguarda i coefficienti di autoinduzione, l'integrale doppio di linea valido per la mutua induzione è divergente; in questo caso non è applicabile l'approssimazione di considerare il circuito filiforme e bisogna invece calcolare il potenziale magnetico tramite l'integrale della densità di corrente.

## Coefficiente di autoinduzione
| Tipo                                                | Autoinduzione | Commento |
| --------------------------------------------------- | --- | --- |
| Bobina a uno strato                                 | {\displaystyle Q{\frac {\mu _{0}r^{2}N^{2}}{3l}}\left[-8w+4{\frac {\sqrt {1+m}}{m}}\left(K\left({\sqrt {\frac {m}{1+m}}}\right)-\left(1-m\right)E\left({\sqrt {\frac {m}{1+m}}}\right)\right)\right]} {\displaystyle ={\frac {\mu _{0}r^{2}N^{2}\pi }{l}}\left[1-{\frac {8w}{3\pi }}+\sum _{n=1}^{\infty }{\frac {\left(2n\right)!^{2}}{n!^{4}\left(n+1\right)\left(2n-1\right)2^{2n}}}\left(-1\right)^{n+1}w^{2n}\right]} {\displaystyle ={\frac {\mu _{0}r^{2}N^{2}\pi }{l}}\left(1-{\frac {8w}{3\pi }}+{\frac {w^{2}}{2}}-{\frac {w^{4}}{4}}+{\frac {5w^{6}}{16}}-{\frac {35w^{8}}{64}}+...\right)} per w << 1 {\displaystyle =\mu _{0}rN^{2}\left[\left(1+{\frac {1}{32w^{2}}}+O\left({\frac {1}{w^{4}}}\right)\right)\ln(8w)-1/2+{\frac {1}{128w^{2}}}+O\left({\frac {1}{w^{4}}}\right)\right]} per w >> 1 | {\displaystyle N}: Numero di spire {\displaystyle r}: Raggio {\displaystyle l}: Lunghezza {\displaystyle w=r/l} {\displaystyle m=4w^{2}} {\displaystyle E,K}: Integrali ellittici |
| Cavo coassiale, frequenza alta                      | {\displaystyle {\frac {\mu _{0}l}{2\pi }}\ln \left({\frac {a_{1}}{a}}\right)} | {\displaystyle a_{1}}: Raggio esterno {\displaystyle a}: Raggio interno {\displaystyle l}: Lunghezza                                                                              |
| Spira circolare                                     | {\displaystyle \mu _{0}r\cdot \left(\ln \left({\frac {8r}{a}}\right)-2+{\frac {Y}{2}}+O\left(a^{2}/r^{2}\right)\right)} | {\displaystyle r}: Raggio della spira {\displaystyle a}: Raggio del filo |
| Rettangolo                                          | {\displaystyle {\frac {\mu _{0}}{\pi }}\left(b\ln \left({\frac {2b}{a}}\right)+d\ln \left({\frac {2d}{a}}\right)-\left(b+d\right)\left(2-{\frac {Y}{2}}\right)+2{\sqrt {b^{2}+d^{2}}}\right)} {\displaystyle \;\;-{\frac {\mu _{0}}{\pi }}\left(b\cdot \operatorname {arsinh} \left({\frac {b}{d}}\right)+d\cdot \operatorname {arsinh} \left({\frac {d}{b}}\right)+O\left(a\right)\right)} | {\displaystyle b,d}: Lunghezza di bordo {\displaystyle d\gg a}, {\displaystyle b\gg a} {\displaystyle a}: Raggio del filo                                                         |
| Coppia di fili paralleli                            | {\displaystyle {\frac {\mu _{0}l}{\pi }}\left(\ln \left({\frac {d}{a}}\right)+{\frac {Y}{2}}\right)} | a: Raggio del filo d: Distanza, d = 2a {\displaystyle l}: Lunghezza di coppia |
| Coppia di fili paralleli, frequenza alta            | {\displaystyle {\frac {\mu _{0}l}{\pi }}\operatorname {arcosh} \left({\frac {d}{2a}}\right)={\frac {\mu _{0}l}{\pi }}\ln \left({\frac {d}{2a}}+{\sqrt {{\frac {d^{2}}{4a^{2}}}-1}}\right)} | {\displaystyle a}: Raggio del filo {\displaystyle d}: Distanza, {\displaystyle d\geq 2a} {\displaystyle l}: Lunghezza di coppia                                                   |
| Filo di fronte a un muro perfettamente conduttore   | {\displaystyle {\frac {\mu _{0}l}{2\pi }}\left(\ln \left({\frac {2d}{a}}\right)+{\frac {Y}{2}}\right)} | {\displaystyle a}: Raggio del filo {\displaystyle d}: Distanza, {\displaystyle d\geq a} {\displaystyle l}: Lunghezza                                                              |
| Filo di fronte a un muro conduttore, frequenza alta | {\displaystyle {\frac {\mu _{0}l}{2\pi }}\operatorname {arcosh} \left({\frac {d}{a}}\right)={\frac {\mu _{0}l}{2\pi }}\ln \left({\frac {d}{a}}+{\sqrt {{\frac {d^{2}}{a^{2}}}-1}}\right)} | {\displaystyle a}: Raggio del filo {\displaystyle d}: Distanza, {\displaystyle d\geq a} {\displaystyle l}: Lunghezza                                                              |

Il simbolo {\displaystyle \mu _{0}} è la permeabilità magnetica del vuoto  (4π×10−7 H/m). In caso di alte frequenze della corrente essa scorre sulla superficie del conduttore (effetto pelle) e {\displaystyle Y=0}. 
Per frequenze basse {\displaystyle Y=1/2}.